# Isländische Fußballmeisterschaft 1955
Die isländische Fußballmeisterschaft 1955 war die 44. Spielzeit der höchsten isländischen Fußballliga. Sie begann am 12. Juni 1955 und endete am 11. September 1955.
Es nahmen sechs Teams am Bewerb teil, die jeweils einmal gegeneinander antraten. Der Titel ging zum insgesamt 15. Mal an KR Reykjavík. Zum ersten Mal in der Geschichte musste der Tabellenletzte in die 2. deild karla (2. Liga) absteigen, um in der nächsten Saison vom dortigen Meister ersetzt zu werden.

## Abschlusstabelle
| Pl. | Verein             | Sp. | S | U | N | Tore    | Quote | Punkte |
| --- | ------------------ | --- | - | - | - | ------- | ----- | ------ |
| 1.  | KR Reykjavík       | 5   | 4 | 1 | 0 | 021:300 | 7,00  | 09:10  |
| 2.  | ÍA Akranes (M)     | 5   | 4 | 0 | 1 | 023:700 | 3,29  | 08:20  |
| 3.  | Valur Reykjavík    | 5   | 2 | 2 | 1 | 013:600 | 2,17  | 06:40  |
| 4.  | Víkingur Reykjavík | 5   | 2 | 0 | 3 | 009:200 | 0,45  | 04:60  |
| 5.  | Fram Reykjavík     | 5   | 1 | 1 | 3 | 006:110 | 0,55  | 03:70  |
| 6.  | Þróttur Reykjavík  | 5   | 0 | 0 | 5 | 002:270 | 0,07  | 0:10   |

| (M) | amtierender isländischer Meister |

### Kreuztabelle
Die Kreuztabelle stellt die Ergebnisse aller Spiele dieser Saison dar. Die Heimmannschaft ist in der ersten Spalte aufgelistet, die Gastmannschaft in der obersten Reihe. Die Ergebnisse sind immer aus Sicht der Heimmannschaft angegeben.
| 1955               | Fram Reykjavík | KR Reykjavík |     | Víkingur Reykjavík | Þróttur Reykjavík | ÍA Akranes |
| Fram Reykjavík     |                | 0:3          | 0:0 | 3:4                | 3:1               | 0:3        |
| KR Reykjavík       | –              |              | 1:1 | 7:0                | 6:1               | 4:1        |
| Valur Reykjavík    | –              | –            |     | 4:0                | 6:0               | 2:5        |
| Víkingur Reykjavík | –              | –            | –   |                    | 4:0               | 1:6        |
| Þróttur Reykjavík  | –              | –            | –   | –                  |                   | 0:8        |
| ÍA Akranes         | –              | –            | –   | –                  | –                 |            |

## Torschützen
Die folgende Tabelle gibt die besten Torschützen der Saison wieder.
| Rang | Tore | Spieler              | Verein                         |
| ---- | ---- | -------------------- | ------------------------------ |
| 1.   | 7    | Rikarður Jonsson     | ÍA Akranes                     |
| 1.   | 7    | þorður Jonsson       | ÍA Akranes                     |
| 1.   | 7    | þordðr þorðarsson    | ÍA Akranes                     |
| 4.   | 5    | þorbjorn Friðriksson | KR Reykjavík                   |
| 5.   | 4    | Hörður Felixson      | KR Reykjavík / Valur Reykjavík |
| 5.   | 4    | Sigurður Sigurðsson  | Valur Reykjavík                |